# Ukrinica
Ukrinica (cyr. Укриница) – wieś w Bośni i Hercegowinie, w Republice Serbskiej, w gminie Teslić. W 2013 roku liczyła 649 mieszkańców.